# Ansträngning-belöningsmodellen
Ansträngning-belöningsmodellen är en modell inom psykosocial arbetsmiljö som handlar om stresshantering i arbetslivet. Modellen utgår från att den anställde blir belönad för sina ansträngningar på arbetet. När den anställde inte känner att det finns en balans mellan de ansträngningar den gör i arbetet med den belöning den får i form av lön och uppskattning kan det leda till psykisk ohälsa. I modellen är det viktigt att det inte bara är lönen som är en belöning, utan till stor del även de sociala uppskattningarna.
Ett viktigt begrepp är överengagemang, vilket vissa arbetstagare får när de inte känner att de får rätt belöning för sitt arbete. Då lägger de ner ännu mer energi i sitt arbete i hopp om att få sin uppskattning, vilket ökar risken för utmattning och ohälsa i form av utbrändhet.